# Melanozetes meridianus
Melanozetes meridianus är en kvalsterart som beskrevs av Sellnick 1928. Melanozetes meridianus ingår i släktet Melanozetes och familjen Ceratozetidae. Inga underarter finns listade i Catalogue of Life.